# La Revue du monde noir
 (octobre 2024).
La mise en forme du texte ne suit pas les recommandations de Wikipédia : il faut le « wikifier ».
Les points d'amélioration suivants sont les cas les plus fréquents. Le détail des points à revoir est peut-être précisé sur la page de discussion.
- Les titres sont pré-formatés par le logiciel. Ils ne sont ni en capitales, ni en gras.
- Le texte ne doit pas être écrit en capitales (les noms de famille non plus), ni en gras, ni en italique, ni en « petit »…
- Le gras n'est utilisé que pour surligner le titre de l'article dans l'introduction, une seule fois.
- L'italique est rarement utilisé : mots en langue étrangère, titres d'œuvres, noms de bateaux, etc.
- Les citations ne sont pas en italique mais en corps de texte normal. Elles sont entourées par des guillemets français : « et ».
- Les listes à puces sont à éviter, des paragraphes rédigés étant largement préférés. Les tableaux sont à réserver à la présentation de données structurées (résultats, etc.).
- Les appels de note de bas de page (petits chiffres en exposant, introduits par l'outil «  Source ») sont à placer entre la fin de phrase et le point final[comme ça].
- Les liens internes (vers d'autres articles de Wikipédia) sont à choisir avec parcimonie. Créez des liens vers des articles approfondissant le sujet. Les termes génériques sans rapport avec le sujet sont à éviter, ainsi que les répétitions de liens vers un même terme.
- Les liens externes sont à placer uniquement dans une section « Liens externes », à la fin de l'article. Ces liens sont à choisir avec parcimonie suivant les règles définies. Si un lien sert de source à l'article, son insertion dans le texte est à faire par les notes de bas de page.
- La présentation des références doit suivre les conventions bibliographiques. Il est recommandé d'utiliser les modèles {{Ouvrage}}, {{Chapitre}}, {{Article}}, {{Lien web}} et/ou {{Bibliographie}}. Le mode d'édition visuel peut mettre en forme automatiquement les références.
- Insérer une infobox (cadre d'informations à droite) n'est pas obligatoire pour parachever la mise en page.

Pour une aide détaillée, merci de consulter Aide:Wikification.
Si vous pensez que ces points ont été résolus, vous pouvez retirer ce bandeau et améliorer la mise en forme d'un autre article.
La Revue du monde noir est un périodique créé et édité en France par Paulette et Jane Nardal en 1931, pendant six mois. La revue contient des essais, des nouvelles et des poèmes. Une grande partie des articles concernent les mouvements anti-impérialistes, la négritude et la Renaissance de Harlem. La revue traite de la politique anticoloniale et de la promotion de la conscience noire. Elle suscite des controverses, perd ses financements et doit mettre fin à sa publication. Comprenant une grande variété de personnalités (Félix Eboué, Étienne Léro, Jules Monnerot, Joseph Folliet, René Maran), La Revue du monde noir s'intéresse à un large éventail de questions telles que l'économie et l'agriculture (le sénateur Price-Mars), l'art (Louis Th. Achille), l'eugénisme (Georges Gregory) etc..

## Devise
Le premier numéro détaille les trois objectifs du périodique : créer un espace pour les voix et les publications noires, populariser les intérêts et les préoccupations de la race noire et, enfin, créer des liens de solidarité et de fidélité.
« Sa devise est et restera :
Pour la PAIX, le TRAVAIL et la JUSTICE.
Par la LIBERTÉ, l’ÉGALITÉ et la FRATERNITÉ.
Et ainsi, les deux cents millions de membres que compte la Race noire, quoique partagés entre diverses Nations, formeront, au-dessus celles-ci, une grande DÉMOCRATIE, prélude de la Démocratie universelle. »

## Contexte historique
Entre 1919 et 1935, des changements importants commencent à se produire autour des idées de race et de différences culturelles. C'est dans ce climat de changement et de renouveau que paraît « La Revue du monde noir ». Parfois qualifiée de journal « diasporique », la publication a pour but de rassembler les voix des Noirs du monde entier. Dans la première livraison, Louis-Jean Finot écrit un article intitulé « Égalité raciale ». Après avoir examiné les problèmes auxquels sont confrontés les différents pays du monde, il appelle à une « solidarité entre les nations » et écrit : « à l'heure actuelle, l'égoïsme n'est pas seulement stupide, il est criminel ». Cette orientation s'inscrit dans les objectifs de la revue qui place la création d'un sentiment de communauté parmi ses objectifs principaux.
La Revue du monde noir parait en même temps que le mouvement de la Négritude s'affirme, tout au long des années 1930, parmi les communautés de personnes noires et africaines déplacées, principalement dans toute l'Europe. En combinant approches artistiques et politiques, le mouvement de la Négritude répond aux réalités de la vie sous le colonialisme. Certains de ses fondateurs (Léon Damas, Léopold Senghor et Aimé Césaire) mentionnent la revue comme un élément d'influence sur leur pensée.
Au même moment, le mouvement de la Renaissance de Harlem apparait aux États-Unis. Après l'abolition de l'esclavage, de nombreux Noirs migrent vers des villes plus au Nord, en quête de droits et de libertés plus étendus que ceux qui leur étaient accordés dans le Sud,.
Réunissant des penseurs français et des écrivains américains participant à la Renaissance de Harlem, la revue contribue à l'émergence d'une « esthétique noire » et d'un sentiment de fierté dans l’identité raciale.

## Controverse
La revue se veut « apolitique », à la fois pour éviter d'attirer l’attention des autorités coloniales, et pour faciliter l’accès au financement. Malgré les affirmations de Paulette Nardal selon lesquelles le projet n'est que culturel et non politique, le contenu comprend certains articles controversés et politiquement subversifs. Ainsi l'article publié par Étienne Léro et René Menil condamne à la fois le colonialisme français et la « bourgeoisie de couleur des Caraïbes ». Après avoir perdu ses financements, la revue cesse sa publication après seulement six mois.